# Lankoué
Lankoue là một tổng thuộc  tỉnh Sourou ở tây bắc Burkina Faso. Thủ phủ là thị xã Lankoue.

## Các thị xã và làng xã
Gourbala, Gourbassa, Komyargo, Ouori, Peterkoué, Rassouly và Tourouba.